# Gentianella tischkovii
Gentianella tischkovii är en gentianaväxtart som först beskrevs av Valery Ivanovich Grubov, och fick sitt nu gällande namn av J. Holub. Gentianella tischkovii ingår i släktet gentianellor, och familjen gentianaväxter. Inga underarter finns listade i Catalogue of Life.